# My Kind of Lady
My Kind of Lady è un singolo del gruppo musicale britannico Supertramp, pubblicato nel 1983 ed estratto dall'album ...Famous Last Words....

## Tracce
- 7"

1. My Kind of Lady – 4:12
2. Know Who You Are – 4:58

## Video
Il videoclip della canzone è stato diretto da Kenny Ortega.

## Formazione
- Rick Davies – voce, piano
- Roger Hodgson – chitarra
- Dougie Thomson – basso
- John Helliwell – sassofono, sintetizzatore
- Bob Siebenberg – batteria